# Tachybaptus
Tachybaptus là một chi chim trong họ Podicipedidae.